# Hełmówka torfowcolubna
Hełmówka torfowcolubna (Galerina josserandii Kühner) – gatunek grzybów należący do rodziny podziemniczkowatych (Hymenogastraceae).

## Systematyka i nazewnictwo
Pozycja w klasyfikacji według Index Fungorum: Galerina, Hymenogastraceae, Agaricales, Agaricomycetidae, Agaricomycetes, Agaricomycotina, Basidiomycota, Fungi.
Po raz pierwszy opisał go w 1957 roku Robert Kühner. Według Index Fungorum jest to takson wątpliwy, według internetowego atlasu grzybów jest synonimem hełmówki ampułkowatorozwierkowej (Galerina ampullaceocystis P.D. Orton). Polską nazwę nadał Władysław Wojewoda w 2003 r.

## Występowanie i siedlisko
W Polsce do 2003 r. jedyne stanowisko podała Anna Bujakiewicz w Babiogórskim Parku Narodowym w 1979 r., ale w późniejszych latach podano wiele stanowisk. Aktualne stanowiska podaje także internetowy atlas grzybów. Znajduje się w nim na liście gatunków zagrożonych i wartych objęcia ochroną.
Naziemny saprotrof występujący w lasach iglastych na martwym drewnie świerka i leżących na ziemi łuskach szyszek jodły.